# Pawłówka (rejon barski)
Pawłówka (ukr. Павлівка) – wieś na Ukrainie, w obwodzie winnickim, w rejonie barskim.